# De-aș avea
„De-aș avea” este o poezie scrisă de către Mihai Eminescu în anul 1866 și publicată pentru prima dată în revista Familia din Pesta, în numărul din 25 februarie/9 martie.
Odată cu publicarea sa, Iosif Vulcan, directorul revistei, îi schimbă numele poetului din Eminovici în Eminescu, nume cu care acesta se va identifica îmediat și pentru totdeauna.